# 比利猿
比利猿（英語：Bili Ape），又稱邦多神秘猿（Bondo Mystery Ape），是一種生活在刚果民主共和国比利森林（Bili Forest）里的一种大型灵长类猿類动物或另一種傳說生物。
“这种猿类像大猩猩一样生活在地面上，但是又具有类似黑猩猩的食谱和特征。”《国家地理雜誌》的一位记者说。 用无核DNA做的初步基因测试表明，这种猿类和黑猩猩的東部黑猩猩（Pan troglodytes schweinfurthii）亚种关系很近。但是它们的行为和大猩猩又很像，这让世界各地的灵长类专家都十分好奇，因为这种猿类兼有黑猩猩和大猩猩的某些特点，人们对于这种猿类的分类仍有疑问及爭議。

## 研究历史
当地人认为比利森林里有两种猿类。一种生活在树上，当地人用毒箭猎杀它们。另一种被称为“狮子杀手”，它们体型更大，很少爬树，当地人的毒箭对它们也没什么作用。
卡尔·阿曼（Karl Ammann）是来自瑞士的摄影师和动物保护者。他1996年来这里寻找大猩猩，结果却找到了一个奇怪的头骨，大小类似黑猩猩的头骨，却又具有某些大猩猩的特征。阿曼从偷猎者手里买到一张照片，照片上此物看起来像是巨型黑猩猩。他找到的排泄物大小是黑猩猩的三倍，脚印比大猩猩的还大。
2000年，阿曼又带领一群研究人员回到这里。他们没找到比利猿，但是找到了不少巢穴。这些巢穴位于泥泞的河床上，更像大猩猩所为，而不是黑猩猩。

### 科学实地研究
目前科學家已經找到新種類的黑猩猩，但尚未完全證實就是傳說中的比利猿，科學家稱之為黑猩猩（chimpazee）而非人猿（ape）。下文仍以比利猿稱呼之。
2001年，阿曼又招募了许多科学家来这，但还是没找到比利猿。
2003年，刚果的五年内战结束，在这里进行科学研究稍微容易了一些。阿曼招募的另一个灵长目专家，雪莉·威廉姆斯（Shelly Williams）博士，成为第一个看见比利猿的科学家。威廉姆斯的报告：“我们听到它们在树上，大概距我们有10米远。突然有四只跃过树丛向我们扑过来。如果它们想把我们吓跑，它们应该尖叫。然而它们却很安静。它们个子真大。它们本来是想下杀手的——但是，它们看见我的脸就停了下来，然后消失了。”
“它们的特征和其他猿类格格不入，”威廉姆斯说。她认为，这种猿类可能是一个新的物种，也可能是黑猩猩的一个亚种，或者是大猩猩和黑猩猩的杂交后代。“至少，我们有了一种新的、未受人类打扰的黑猩猩文化研究对象，它们的文化和以前研究过的黑猩猩群体完全不同，”她说。
科学家们相信，这种猿类内部交配比较严重，即使数量很大，它们的单倍体基因型可能完全相同。Esteban Sarmiento也研究了关于比利猿的报告，他说：“我认为，比利森林的南边，尤勒河（Uele River）的另外一边，很可能会有大猩猩，我们应该多关注一下那里。”
2006年六月, 《英国科学周刊》（British Science Weekly ）报道，阿姆斯特丹大学的克里夫·希克斯（Cleve Hicks）及同事花了一年时间追踪这些猿类，成功地观察了它们20个小时。希克斯报告说，“它们一点都不像大猩猩”，“它们会喘气，会尖叫，会拿空的树干当鼓敲”，“雌性具有明显的黑猩猩的性别特征”。从粪便中取得的DNA也表明它们属于黑猩猩亚种Pan troglodytes schweinfurthii 。
希克斯及同事在比利森林的西北方遇到了一群比利猿，它们对他们似乎很感兴趣。这是第一次成年雄性比利猿没有一看见人类就逃走。这些比利猿围着人类，显得很好奇。它们没有表现出攻击性或威胁性。
希克斯强调，比利猿不会对着月亮嚎叫，也不比其它黑猩猩更具有攻击性（捕猎为生是黑猩猩的常态）。不幸的是，之前的媒体报道对他的言论有所曲解。
2014年1月希克斯所屬的Lukuku組織在Youtube上釋出當時研究團隊拍到的影片，影片顯示比利猿母親會教導孩子使用工具，公猩猩會集體進行巡邏。

## 行为特征
在某些方面，比利猿更像大猩猩而不是黑猩猩。比如，它们像大猩猩一样，用树枝在地面上筑巢。不过它们也经常在树上筑巢。人们经常在地面巢穴旁边的树上发现树上巢穴。它们的食谱明显属于黑猩猩一类，主要由水果构成（它们经常光顾无花果树之类的果树）。
比利猿不会对着月亮嚎叫。它们像其他黑猩猩一样，会喘气，会尖叫，会拿空的树干当鼓敲。
它们对人类的反应让科学家们既困惑不解又十分好奇。它们既不攻击人，也不怕人。阿曼说：“雄性大猩猩看见猎人几乎都会冲过来把人赶走，但是对于比利猿就没有这样的报道”。它们会和人类面对面，盯着人，好像能认出来人类和它们是表亲，然后就安静地溜走了。希克斯及同事的研究肯定了这些说法，他们还补充说，当他们在远离道路和村庄的森林深处遇到一大群比利猿时，它们不但主动靠近人类，还饶有兴致地围着他们看。
希克斯澄清说：距离道路20公里以内的比利猿毫无例外地一看见人类就逃走。成年雄性表现出的恐惧程度最高。离道路越远，比利猿就显得越“天真”。

## 形态和生理
有报告说，比利猿有时会双足直立行走，类似巨型黑猩猩; 让它们看起来更像已经灭绝的南猿，乍得沙赫人或乍得人猿 。希克斯的观察表明，比利猿和其他黑猩猩一样，用指关节着地走路，只有偶尔才双足直立行走。它们的脚印长度为28到34厘米，比最大的黑猩猩（26厘米）和大猩猩（29厘米） 的脚印还长。希克斯的团队，在一年半的时间里，没有发现长于30厘米的脚印，而且大部分比较小。
威廉姆斯说：“它们脸很平，吻部很宽，眉骨横贯额前。它们的毛发很早就会变得灰白，但不会像大猩猩那样半灰半黑，而是全身都变得灰白。” 不管性别、年龄，它们统一地长出灰白色的毛发，这和已知的任何一种大猩猩都不同。大猩猩只有雄性在年长时会毛发变灰，而且只有背部变色（即银背大猩猩）。
比利猿的头骨表明，它们具有突出的眉骨，可能还有与强壮的大猿大猩猩相似的矢狀嵴，但其他形态特征都更像黑猩猩。但是，黑猩猩的头骨只有190至210毫米长，而现有的五个比利猿头骨中，有四个的长度超过了220毫米，比黑猩猩的上限还要高不少要注意，其中只有一个头骨具有矢狀嵴，所以不能确定这一特征是特例还是典型。
雌性比利猿的外阴隆起部分和其他黑猩猩类似。

## 栖息地
比利森林在刚果北部，埃博拉河（Ebola River）以东200公里，大片的热带雨林中间夹杂着一块块的热带稀树草原。密林、战争及其他阻碍使得这里人迹罕至。不过，整体而言，针对刚果森林的商业盗猎十分猖獗。
不幸的是，2007年六月，一大批淘金者侵入了比利地区，使得当地的黑猩猩、大象及其他大型动物的生存陷入了危险之中。

## 偷猎者的威胁
目前比利猿受到非法偷猎者的威胁。 从2007年七月到2008年十一月的14个月中，研究者希克斯及其刚果籍助手在附近的Buta - Aketi - Bambesa地区发现了34个猿类孤儿和31具待售的尸体（他们没收并收养了其中7个孤儿）。  希克斯于十一月离开后，Laura Darby和Adam Singh在Aketi、Buta和Bondo地区又发现了九个孤儿和三具尸体。 此外，希克斯还发现了大量的长颈鹿皮、豹子皮以及象肉和象牙。显然，捕猎交易已经伴随着金矿开采侵入了比利地区。

### 备注
1. ↑  .   [2007-09-20]. （原始内容存档于2007-09-15）.
2. ↑  Roach, John. . National Geographic News. 2003-04-14  [2010-08-19]. （原始内容存档于2018-07-12）.
3. ↑  DNA tests solve mystery of giant apes （页面存档备份，存于）, New Scientist  (2006-06-30), subscriber only but reported in: AFP. “ （页面存档备份，存于）Mystery apes are chubby chimps, zoologists find” （页面存档备份，存于） ABC News Online  (2006-06-29). See also the letter from Cleve Hicks clarifying some points: Bili ape myths （页面存档备份，存于） (2006-09-02)
4. ↑  Faris, Stephan. "Lost Apes Of The Congo" （页面存档备份，存于）. Time Magazine  (2005-01-09)
5. ↑  Young, Emma. “The Beast with No Name 的存檔，存档日期2006-11-02. In the Depths of the Congo lives an elusive Ape unlike any other.” New Scientist  (2004-10-09)
6. ↑  Faris, Stephan. “Lost apes of the Congo 的存檔，存档日期2008-01-18. A Time  reporter travels deep into the African jungle in search of a mysterious chimp called the lion killer”. Time Magazine  (2005-01-17)
7. ↑  8.7
8. ↑  . Discover Magazine.   [2018-07-12]. （原始内容存档于2019-11-19）.
9. 1 2  . New Scientist.   [2018-07-12]. （原始内容存档于2015-04-30） （美国英语）.
10. ↑  Lukuru Foundation, , 2014-01-21  [2018-07-12], （原始内容存档于2014-06-30）
11. ↑  Lukuru Foundation, , 2014-01-21  [2018-07-12], （原始内容存档于2020-03-24）
12. 1 2 3 4  . www.wasmoethwildlife.org.   [2018-07-12]. （原始内容存档于2007-08-08） （英语）.
13. ↑  . New Scientist. 2006-08-30  [2018-07-12]. （原始内容存档于2018-07-12）.
14. 1 2  .   [2012-02-14]. （原始内容存档于2009-02-13）.
15. 1 2  .   [2009-01-10]. （原始内容存档于2009-01-19）.
16. ↑  . Laura Darby.   [2018-07-12]. （原始内容存档于2012-03-15） （美国英语）.
17. ↑  . www.wasmoethwildlife.org.   [2018-07-12]. （原始内容存档于2009-03-27） （英语）.
18. ↑  . EenVandaag.   [2018-07-12] （荷兰语）.[]
19. ↑   (PDF).   [2018-07-12]. （原始内容存档 (PDF)于2020-09-29）.
20. ↑  . Laura Darby.   [2018-07-12]. （原始内容存档于2012-03-15） （美国英语）.
21. ↑  . Ynetnews. 2009-04-16  [2018-07-12]. （原始内容存档于2021-02-11） （英语）.

### 音频
- Chadwick, Alex. NPR.org “In Search of Congo’s Bili Ape” （页面存档备份，存于） Radio Expeditions  (a co-production of NPR and the National Geographic Society). (2001-03-26 – 2001-03-29)

- Hicks, Cleve.  Save the chimps  Hear Cleve Hicks describe his latest experiences in the northern Congo working with the Buta/Aketi chimpanzees, and also the enormous bushmeat crisis which threatens their very existence --- the piece follows a story about the Vietnam war.